# Caliphis schusteri
Caliphis schusteri är en spindeldjursart som först beskrevs av Hirschmann 1966.  Caliphis schusteri ingår i släktet Caliphis och familjen Ologamasidae. Inga underarter finns listade.